# Jonathan Franklin
Jonathan Franklin (* 6. September 1964 in Manchester, New Hampshire) ist ein US-amerikanischer Journalist und Fernsehkommentator.

## Leben
Franklin wuchs in Lincoln, Massachusetts auf und machte dort seinen Highschoolabschluss, bevor er in den Jahren 1983 bis 1988 die Brown University in Providence, Rhode Island besuchte. Er begann seine Berufslaufbahn als Reporter bei The New York Times und ging 1990 nach San Francisco in Kalifornien. Dort arbeitete er als Reporter für die Tageszeitung San Francisco Bay Guardian und SF Weekly sowie The Boston Globe. Für das Magazin Playboy interviewte er in diesen Jahren mehrere Prominente.
1995 ging Franklin als Journalist nach Südamerika. Er lebt seit 1996 mit Frau und sieben Töchtern in Santiago de Chile. Er arbeitet dort als Korrespondent für die britische Tageszeitung The Guardian, schreibt jedoch auch weiterhin für verschiedene Zeitschriften wie den Playboy. Er ist Mitbegründer der Nachrichtenagentur www.addictvillage.com und hat dort unter anderem Berichte über verschiedenste Themen aus Südamerika geschrieben.
Seit 2010 verfasste Franklin zwei Bücher, die über unglaubliche Ereignissen berichten, einmal über die Rettung der 33 Bergleute aus einer chilenischen Kupfermine und zweitens 2015 über die 438-tägige Odyssee des Fischers aus El Salvador José Salvador Alvarenga auf dem Pazifik.

## Veröffentlichungen
- 33 Men: The Definite Account of the Chilean Miners. Simon & Schuster, New York City 2010.
  - deutsch: 33 Männer, lebendig begraben: Die exklusive Insider-Story über die chilenischen Bergarbeiter. Bertelsmann, München 2010, ISBN 978-3-570-10094-3.[1]
- 438 Days: An Extraordinary True Story of Survival at Sea. Simon & Schuster, New York City 2015.
  - deutsch: 438 Tage: Überlebenskampf auf dem Pazifik. Malik, München 2015, ISBN 978-3-89029-466-7.